# Río Blanco (Bolivie)
Le río Blanco est un long fleuve amazonien de Bolivie, l'un des principaux affluents du río Iténez, qui fait partie du cours supérieur du río Mamoré. La rivière traverse le département de Santa Cruz et le département du Beni sur une longueur de 1 087 kilomètres.
La rivière fait partie du site Ramsar de Blanco, inscrit comme tel le 2 février 2013. 

Habitants des rives du río Blanco en 1909.

Le río Blanco prend sa source dans le département de Santa Cruz, au confluent du río Aguas Calientes (15° 54′ 04″ S, 62° 15′ 21″ O
), qui lui prend sa source en amont près de Concepción. Le río Blanco s'étend sur 465 km jusqu'à la frontière avec le département du Beni, où à partir de là, il parcourt encore 622 km jusqu'à son embouchure dans le río Iténez en amont tout près de la ville brésilienne de Príncipe de Beira, à une altitude de 132 m. 
Tout au long de son cours, le río Blanco comporte de nombreux affluents tels que le río San Martín (710 km), le río Zapocoz, le río Negro (460 km) et le río López, ainsi que d'innombrables ruisseaux.